# Position (Poker)
Die Position beim Poker bezeichnet die Reihenfolge, in der die Spieler bei bestimmten Pokervarianten agieren müssen. Die Positionen sind immer relativ zum Dealer, dem bei Heimpartien tatsächlichen, online und im Casino fiktiven Kartengeber. Dessen Position wird durch einen Spielstein, genannt dealer button, markiert, und wandert, ebenso wie die übrigen Positionen, nach jedem Spiel einen Platz im Uhrzeigersinn weiter.

## Positionsverteilung am 10er-Tisch

Einige Positionen sind markiert (weitere Reihenfolge im Uhrzeigersinn)

An einem vollen Tisch mit zehn Spielern (longhand) sieht die Verteilung der Positionen bei der Pokervariante Texas Hold’em so aus (die Abkürzungen werden auch in Onlinespielen und in der Pokerliteratur verwendet): 

### Blinds
Die Blinds müssen einen Mindestbetrag wetten; sie sitzen ab der zweiten Runde (auf die sich die Zählung bezieht) ungünstig ganz vorne, haben aber in der ersten Setzrunde das Privileg, als letzte zu setzen. Der Begriff Blinds steht also nicht nur für einen Einsatz, sondern auch für den Spieler und seine jeweilige Position.
1. Small Blind 

2. Big Blind (meist der doppelte Betrag vom small blind) 

### Vordere Position
3. under the gun (UTG) 

ist die ungünstigste Pokerposition, da er in der ersten Runde als erster, in den folgenden Runden zumindest als einer der ersten setzen muss. Da er im Gegensatz zu den Blinds nur freiwillig den Grundeinsatz bringt, wird hier in aller Regel nur mit allerbesten Starthänden gespielt.
4. under the gun +1 (UTG+1) 

5. under the gun +2 (UTG+2) 

### Mittlere Position
6. middle position 1 (MP1) 

7. middle position 2 (MP2) 

8. middle position 3 (MP3) 

### Hintere Position
9. cut off (CO) 

10. button (BU), der imaginäre (bei Spielen zu Hause tatsächliche) Geber, der außer in der ersten Runde (Pre-Flop) als letzter setzt

## Am Shorthanded Tisch
Wenn wie oft im Fernsehen oder online bei High Limit Spielen am kleinen Tisch gespielt wird (oder der Tisch nicht voll besetzt ist), zählt man die Positionen ausgehend vom Dealerbutton gegen den Uhrzeigersinn ab. Das Abzählen endet vor den Blinds. Die restlichen Positionen fallen weg. An einem Tisch mit 6 Personen würden die Positionen so lauten: 
1. Small blind 

2. Big blind 

3. Mittlere Position 1 (MP 1) 

4. Mittlere Position 2 (MP 2) 

5. Cut off (CO) 

6. Button (BU) 

## Position habenoderkeine Position haben
- Man "hat Position" auf Spieler, die vor einem setzen müssen und kann daher anhand deren Verhaltens Rückschlüsse auf die Stärke ihrer Blätter ziehen (late position).
- Man "hat keine Position" auf Spieler, die nach einem an die Reihe kommen. Man hat noch keine Information bezüglich der Handstärke dieser Gegner, diese können dafür das eigene Setzverhalten in ihre Entscheidung einfließen lassen (early position).

Die Position ist beim Poker also eines der wichtigsten strategischen Elemente. Je später man an der Reihe ist, desto mehr Informationen kann man über die Hand seiner Gegner sammeln.
Die beste Position ist folglich die des Austeilers, hier also die Position button. Position ist so wichtig, dass fortgeschrittene Spieler in der ersten Setzrunde extra erhöhen, um links von ihnen bis zum Button die Plätze leerzuräumen, das nennt man position play.